# Aleksandra Olsza
Aleksandra Olsza (Katowice, 8 dicembre 1977) è una tennista polacca.

## Biografia
A livello juniores dominò il torneo di Wimbledon 1995: vinse sia il Singolare ragazze battendo in finale Tamarine Tanasugarn 7–5, 7–6(6), sia il Doppio ragazze, in coppia con Cara Black, sconfiggendo Trudi Musgrave e Jodi Richardson 6–0, 7–6(5). Nello stesso anno al Kremlin Cup arrivò in finale in coppia con Anna Kurnikova, ma vennero sconfitte da Meredith McGrath e Larisa Neiland.
Passata poi al professionismo, rappresentò il suo Paese alle Olimpiadi di Atlanta, dove uscì al primo turno. Partecipò all'Open di Francia 1997 - Singolare femminile senza superare il primo turno; non ebbe grandi risultati negli altri tornei maggiori. Arrivò ad essere 106º l'11 agosto 1997. Nel 1998 all'US Open 1998 - Singolare femminile venne eliminata da Martina Hingis che poi vinse la competizione.